# 灰颈鹀

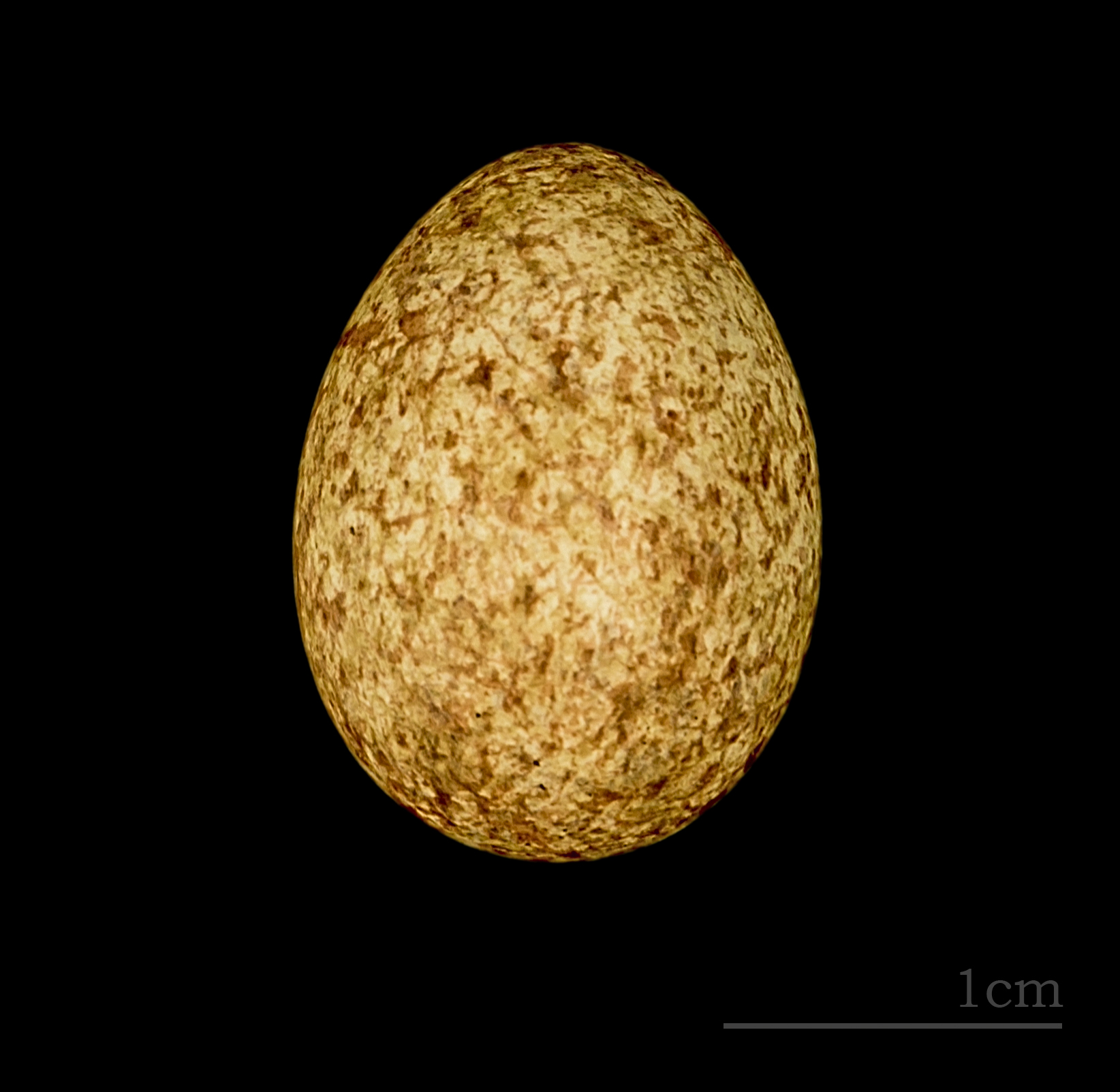
Emberiza buchanani

灰颈鹀（学名：Emberiza buchanani）为雀科鹀属的鸟类。俗名灰頂鹀（該俗名亦是赤胸鹀的俗名之一）。分布于俄罗斯、蒙古、土耳其、伊朗、阿富汗、巴基斯坦、印度以及中国大陆的新疆等地，该物种的模式产地在阿富汗。
常见于裏海和新疆海拔1900m以下的山地、灌丛或山坡多石砾和石壁的荒野及耕地，本物種的繁殖地廣泛，從裏海到中亞的阿爾泰山脈都有，會遷徒至南亞部分地區過冬，常一小群出現。在台灣為罕見迷鳥。
本物種在香港只有兩筆紀錄，根據《香港及華南鳥類》2006年版第228頁記載，灰頸鵐在1990年3月17日在米埔有曾出現；而22年後於2012年4月10日，一班行山人士於新界西貢，拍攝得該雀的照片，是灰頸鵐在香港的第二次實質記錄。2017年在青海湖仙女灣濕地首次紀錄該物種。

## 亚种
- 灰颈鹀新疆亚种（学名：Emberiza buchanani neobscura）。分布于俄罗斯、蒙古以及中国大陆的新疆等地。该物种的模式产地在哈萨克斯坦七河地区。[5]